# Leandro (jméno)
Leandro je mužské křestní jméno, používané převážně v Jižní Americe.
Další varianty jsou: Leander, Lysander a Leándre.

## Známí nositelé
- Leandro Paredes, argentinský fotbalista, vítěz MS 2022

- Leandro de Sevilla, biskup ze Sevilly ctěn jako svatý v římskokatolické církvi

- Leandro Aguirre, argentinský fotbalista

- Leandro Marcolini Pedroso de Almeida, brazilsko-maďarský fotbalista

- Leandro Álvarez, argentinský fotbalista

- Leandro Armani, argentinský fotbalista

- Leandro Augusto, brazilský fotbalista

- Leandro Lessa Azevedo, brazilský fotbalista

- Leandro Baccaro, argentinský hráč pozemního hokeje

- Leandro Barbosa, brazilský basketbalista

- Leandro Barrera, argentinský fotbalista

- Leandro Bassano, italský umělec

- Leandro Bazán, argentinský fotbalista

- Leandro Becerra, argentinský fotbalista

- Leandro Benegas, argentinský fotbalista

- Leandro Benítez, argentinský fotbalista

- Leandro Blanc, argentinský boxer

- Leandro Bolmaro, argentinský basketbalista

- Leandro Bottasso, argentinský dráhový a silniční cyklista

- Leandro Brey, argentinský fotbalista

- Leandro Caballero, argentinský fotbalista

- Leandro Campagna, italský fotbalista

- Leandro Caruso, argentinský fotbalista

- Leandro Cedaro, argentinský ragbista

- Leandro Cedeño, venezuelský basebalista

- Leandro Chaparro, argentinský fotbalista

- Leandro Chichizola, argentinský fotbalista

- Leandro Collavini, argentinský fotbalista

- Leandro Contín, argentinský fotbalista

- Leandro Coronel, argentinský fotbalista

- Leandro Cufré, argentinský fotbalista

- Leandro Cuomo, argentinský fotbalista

- Leandro Cuzzolino, argentinský futsalový hráč

- Leandro Damião, brazilský fotbalista

- Leandro De Bortoli, argentinský fotbalista

- Leandro De Muner, argentinský fotbalista

- Leandro Depetris, argentinský fotbalista

- Leandro Despouy, argentinský právník v oblasti lidských práv

- Leandro Díaz (fotbalista, 1992), argentinský fotbalista

- Leandro Manuel Emede, argentinský filmový střihač a režisér

- Leandro Erlich, argentinský umělec

- Leandro Estebecorena, argentinský technik speciálních efektů

- Leandro Fernández (fotbalista, 1991), argentinský fotbalista

- Leandro Fernández (umělec), argentinský komiksový výtvarník

- Leandro Fleitas, argentinský fotbalista

- Leandro Garate, argentinský fotbalista

- Leandro Gioda, argentinský fotbalista

- Leandro Godoy, argentinský fotbalista

- Leandro Gomes, ázerbájdžánský fotbalista

- Leandro González, argentinský fotbalista

- Leandro González Pírez, argentinský fotbalista

- Leandro Gracián, argentinský fotbalista

- Leandro Grech, argentinský fotbalista

- Leandro Grimi, argentinský fotbalista

- Leandro Guaita, argentinský fotbalista

- Leandro Guzmán, argentinský fotbalista

- Leandro Joaquim Ribeiro, brazilský fotbalista

- Leandro Katz, argentinský spisovatel

- Leandro Kuszko, argentinský fotbalista

- Leandro Lacunza, argentinský fotbalista

- Leandro Lázzaro, argentinský fotbalista

- Leandro Ledesma, argentinský fotbalista

- Leandro Leguizamón, argentinský fotbalista

- Leandro Lencinas, argentinský fotbalista

- Leandro Lugarzo, argentinský fotbalista

- Leandro Maciel, argentinský fotbalista

- Leandro Maly, argentinský volejbalista

- Leandro Marchetti, argentinský šermíř

- Leandro Marín, argentinský fotbalista

- Leandro Antonio Martínez, argentinský fotbalový útočník

- Leandro Emmanuel Martínez, argentinský fotbalový útočník

- Leandro Martini, argentinský fotbalista

- Leandro Mercado, argentinský motocyklový závodník

- Leandro Messineo, argentinský cyklista

- Leandro Martínez Montagnoli, argentinský fotbalista

- Leandro Moldes, německý/švýcarský zpěvák

- Leandro Montagud, španělský fotbalista

- Leandro Fernández de Moratín, španělský dramatik

- Leandro Navarro, argentinský fotbalista

- Leandro de Oliveira da Luz, brazilský fotbalista

- Leandro Palladino, argentinský basketbalista

- Leandro Paris, argentinský běžec

- Leandro Pinto Bernardo, brazilský fotbalista

- Leandro Requena, argentinský fotbalista

- Leandro Romagnoli, argentinský fotbalista

- Leandro Romano, argentinský fotbalista

- Leandro Romiglio, argentinský hráč squashe

- Leandro Ruiz Machado, brazilský hráč vodního póla

- Leandro Santoro, argentinský politik

- Leandro de Deus Santos, brazilský fotbalista

- Leandro da Silva, více osob

- Leandro Dos Santos, brazilský fotbalista známý pod mononymem Leandro

- Leandro Sapetti, argentinský fotbalista

- Leandro Somoza, argentinský fotbalista

- Leandro Stillitano, argentinský fotbalista

- Leandro Taub, argentinský herec a autor

- Leandro Teijo, argentinský fotbalista

- Leandro Testa, argentinský fotbalista

- Leandro Tolini, argentinský hráč pozemního hokeje

- Leandro Torres, argentinský fotbalista

- José Leandro Ferreira, brazilský fotbalista

- Leandro Usuna, argentinský surfař

- Leandro Velázquez, argentinský fotbalista

- Leandro Vella, argentinský fotbalista

- Leandro V. Locsin, filipínský národní umělec a architekt

- Leandro (fotbalista, 1979), brazilský fotbalista

- Leandro Viotto, argentinský podnikatel

- Leandro Zárate, argentinský fotbalista

- Leandro Zdero, argentinský politik

- Leandro Lo, brazilský judista, černý pás v jiu-jitsu 8x mistr světa

- Leandro (fotbalista, 1993), známý jako Leandro, brazilský fotbalista, který hraje v Japonsku